# Phyllis Christine Cast
Phyllis Christine Cast (ook P. C. Cast; * 1960 in Watseka, Illinois) is een Amerikaanse schrijfster van romantiek en fantasy. Cast is in Nederland en Vlaanderen vooral bekend om haar  'Het huis van de nacht'-serie, die ze samen met haar dochter Kristen Cast geschreven heeft. In de Verenigde Staten is ze ook bekend om haar eigen boekenseries: Goddess Summoning en Partholon. 

## Carrière
Casts eerste boek, Goddes by Mistake, werd voor het eerst uitgebracht in 2001 en won verschillende prijzen, evenals haar daaropvolgende boeken. In 2005 zijn Cast en haar dochter samen aan de 'Het huis van de nacht'-serie beginnen te schrijven. Het succes van deze boekenserie is mede te danken aan de toentalige populariteit van vampierliteratuur (Stephenie Meyers Twilight-serie). In maart 2009 bereikte het vijfde deel van de serie, Onveilig, de nummer 1-positie op de bestsellerlijst van de USA Today  en The Wall Street Journal.

### Het huis van de nacht
Volgens Cast komt het concept voor Het huis van de nacht van haar agent, die het onderwerp van een vampiereninternaat voorstelde. Het boek speelt zich af in alternatieve versie van Tulsa, Oklahoma, dat in de serie zowel door mensen als vampieren bewoond wordt. Het hoofdpersonage, Zoey Redbird, wordt op 16-jarige leeftijd 'uitverkoren' en verhuist naar het huis van de nacht om daar haar transformatie tot vampier te voltooien. In november 2008 meldde Variety dat de producent Michael Birnbaum en Jeremiah S. Chechnik de filmrechte van de serie verkregen hebben.

## Privéleven
Cast woont in Tulsa en geeft Engels aan de University of Tulsa. Ze is drie keer getrouwd en gescheiden. Ze beweert een relatie te hebben met Seoras Wallace, een Schotse historicus en clanleider van de Wallace-clan. Ze zou hem ontmoet hebben tijdens een onderzoek voor haar roman The Avenger.
| Uitgegeven werk | |
| Goddess-Summoning-Serie - Goddess of the Sea, Berkley, 2003 (ISBN 0-425-19279-2) - Goddess of Spring, Berkley, 2004 (ISBN 0-425-19749-2) - Goddess of Light, Berkley, 2005 (ISBN 0-425-20196-1) - Goddess of the Rose, Berkley, 2006 (ISBN 0-425-20891-5) - Goddess of Love, Berkley, 2007 (ISBN 978-0-425-21528-9) - Warrior Rising, Berkley, 2008 (ISBN 978-0-425-22137-2) - Goddess of Legend, Berkeley, 2010 (ISBN 978-0-425-22816-6) Divine-Serie - Divine by Mistake, 2006 (ISBN 0-373-80247-1) - Divine by Choice, 2006 (ISBN 0-373-80251-X) - Divine by Blood, 2007 (ISBN 978-0-373-80291-3) - Divine Beginnings, 2009 (nur als E-Book) Time-Raiders-Serie - The Avenger, 2009 (ISBN 978-0-373-28596-9) | Partholon-Serie - Elphame's Choice, 2004 (ISBN 0-373-80213-7) - Ausersehen, 2011 (deutsch) - Brighid's Quest, 2005 (ISBN 0-373-80242-0) - Verbannt, 2011 (deutsch) - Gekrönt, 2012 (deutsch) - Erhört, 2012 (deutsch) - Beseelt, 2012 (deutsch) - Verrat der Finsternis 'Het huis van de nacht'-Serie - Verkozen, Mynx, 2007 (ISBN 9783596860036 ) - Verraden, De Boekerij, 2007 (ISBN 9783841420022) - Uitverkozen, De Boekerij, 2008 (ISBN 9783841420039 ) - Ontembaar, De Boekerij, 2008 (ISBN 9783841420046 ) - Onveilig, St. Martin's, 2011 (ISBN 3-8414-2005-2) - Verleiding, De Boekerij, 2009 (ISBN 3841420060 ) - Verbrand, De Boekerij, 2010 (ISBN 3841420079 ) - Ontwaakt, De Boekerij, 2011 (ISBN 9783841420084 ) - Voorbestemd, De Boekerij, 2011 (ISBN 3841420095 ) - Verborgen, De Boekerij, 2012 (ISBN 3841422179 ) - Onthuld, De Boekerij, 2013 (ISBN 9783841422200 ) - Verlost, De Boekerij, 2014 (ISBN 9783841422224 ) Bewerkt door P.C. Cast - Immortal: Love Stories With Bite, BenBella Books, 2010 (ISBN 978-1-933771-92-2) |